# Birmingham East (circonscription du Parlement européen)
Avant l’adoption uniforme de la représentation proportionnelle en 1999, le Royaume-Uni utilisait le système uninominal à un tour pour les élections européennes en Angleterre, en Écosse et au pays de Galles. Les conscriptions du Parlement européen utilisées dans ce système étaient plus petites que les circonscriptions régionales les plus récentes et ne comptaient chacune qu'un seul membre au Parlement européen.
La circonscription de Birmingham East en faisait partie.
Il s'agissait des circonscriptions électorales du Parlement de Westminster, à savoir Birmingham Edgbaston, Birmingham Erdington, Birmingham Hall Green, Birmingham Hodge Hill, Birmingham Northfield, Birmingham Selly Oak, Birmingham Small Heath, Birmingham Sparkbrook et Birmingham Yardley.

## Résultats des élections
Les candidats élus sont indiqués en gras.
| Inscrits           | Inscrits           | Inscrits           | 548 899   |             |  |  |
| Suffrages exprimés | Suffrages exprimés | Suffrages exprimés | 154 738   |             |  |  |
|                    |                    |                    |           |             |  |  |
|                    | Candidat           | Parti              | Suffrages | Pourcentage |  |  |
|                    | Christine Crawley  | Labour             | 76 377    | 49,36 %     |  |  |
|                    | NF Forster         | Conservateur       | 54 994    | 35,54 %     |  |  |
|                    | DA Bennett         | Social Democratic  | 21 927    | 14,17 %     |  |  |
|                    | DC Howlett         | Indépendant        | 1 440     | 0,93 %      |  |  |

| Inscrits           | Inscrits           | Inscrits           | 531 130   |             |  |  |
| Suffrages exprimés | Suffrages exprimés | Suffrages exprimés | 179 722   |             |  |  |
|                    |                    |                    |           |             |  |  |
|                    | Candidat           | Parti              | Suffrages | Pourcentage |  |  |
|                    | Christine Crawley  | Labour             | 96 588    | 53,74 %     |  |  |
|                    | Malcolm Harbour    | Conservateur       | 49 640    | 27,62 %     |  |  |
|                    | PM Simpson         | Green              | 22 589    | 12,57 %     |  |  |
|                    | JC Binns           | Social Democratic  | 5 424     | 3,02 %      |  |  |
|                    | Jerry Roodhouse    | Liberal Democrats  | 4 010     | 2,23 %      |  |  |
|                    | Martin Wingfield   | National Front     | 1 471     | 0,82 %      |  |  |

| Inscrits           | Inscrits           | Inscrits           | 520 782   |             |  |  |
| Suffrages exprimés | Suffrages exprimés | Suffrages exprimés | 155 039   |             |  |  |
|                    |                    |                    |           |             |  |  |
|                    | Candidat           | Parti              | Suffrages | Pourcentage |  |  |
|                    | Christine Crawley  | Labour             | 90 291    | 58,24 %     |  |  |
|                    | Andrew Turner      | Conservateur       | 35 171    | 22,69 %     |  |  |
|                    | CKB Cane           | Liberal Democrats  | 19 455    | 12,55 %     |  |  |
|                    | PM Simpson         | Green              | 6 268     | 4,04 %      |  |  |
|                    | Ron Cook           | Socialist (GB)     | 1 969     | 1,27 %      |  |  |
|                    | MJB Brierley       | Natural Law        | 1 885     | 1,22 %      |  |  |